# Results May Vary
Results May Vary é o quarto álbum de estúdio da banda norte-americana Limp Bizkit, lançado a 23 de setembro de 2003 pela Flip e pela Interscope Records. Foi o único lançamento da banda sob a liderança única de Fred Durst, após a saída temporária do guitarrista Wes Borland, que deixou o projeto em 2001. O guitarrista do Snot, Mike Smith, foi inicialmente contratado para substituir Borland, embora o desentendimento da banda com Smith tenha levado à sua saída mais tarde, com grande parte do material gravado com ele sendo descartado no lançamento final. Durst e vários convidados acabaram manuseando, eles mesmos, a maior parte do trabalho de guitarra do álbum.
O álbum diverge do som estabelecido pelo Limp Bizkit até então; embora o álbum ainda possua elementos de Hip-Hop e Heavy Metal, ele também amplia o espectro para outros estilos musicais, como Rock Alternativo, música acústica, Funk e Jazz. Também possui menos Rap e mais letras introspectivas relacionadas a coração partido, Bullying e autocomiseração. Uma relação suposta entre Fred Durst e Britney Spears (negado pela cantora) durante sessões de colaboração para o seu álbum de 2003, In the Zone, e a rejeição resultante de Britney, foram citadas como inspirações para o material do álbum também. Para promovê-lo, clipes musicais estrelando atores conhecidos foram criados para as músicas "Eat You Alive" e para o cover de "Behind Blue Eyes" do The Who; no primeiro, estrelando Thora Birch e Bill Paxton, e no último, Halle Berry.
Após o lançamento, Results May Vary chegou ao número 3 na Billboard 200 americana, vendendo no mínimo 325 mil cópias na primeira semana de vendas. Enquanto o álbum eventualmente obteria sua platina, tanto a estreia quanto a permanência nas vendas foram, ainda assim, bem abaixo daquelas nos últimos dois álbuns, Significant Other (1999) e Chocolate Starfish and the Hot Dog Flavored Water (2000). Results May Vary vendeu no mínimo 1,3 milhões de cópias nos Estados Unidos, e obteve recepção crítica negativa.
O álbum foi certificado como disco de Platina nos Estados Unidos em 3 de junho de 2008, e como disco de Ouro no Reino Unido em outubro de 2003. Ele também foi o último álbum da banda a ser lançado antes de eles entrarem em um hiato por três anos, de 2006 a 2009.

## Background e gravação
Em outubro de 2001, Fred Durst postou no site da banda: "Limp Bizkit e Wes Borland decidiram por uma separação amigável. Tanto Limp Bizkit quanto Borland continuarão a perseguir suas respectivas carreiras musicais. Ambos desejam um ao outro muita sorte nos projetos futuros." Borland explicou por que motivo deixou a banda; ele disse: "Eu poderia ter seguido em frente no cargo e ainda fazer o papel de guitarrista do Limp Bizkit, mas musicalmente eu estava meio entediado. Se eu fosse continuar, seria pelo dinheiro e não sobre a música, e eu não quero mentir pra mim mesmo, ou para eles, ou para os fãs da banda."
De acordo com Durst, Limp Bizkit iria "vasculhar o mundo pelo guitarrista mais doente conhecido pelo homem" para substituir Borland. Depois de implementar uma audição nacional por um novo guitarrista, denominada "Put Your Guitar Where Your Mouth Is", a banda gravou com o guitarrista do Snot, Mike Smith. "Mike trouxe um sopro de ar fresco," disse Durst. "Criativamente, ele cabe como uma luva. Tornou a vida mais fácil e mais positiva. Nos fez querer estar juntos como uma banda ainda mais. O efeito positivo que ele teve em mim fez a inteira experiência do Limp Bizkit parecer como uma entidade totalmente nova." Antes de Smith substituir Borland, Durst tocou bastante guitarra. Jon Wiederhorn da MTV escreveu, "a banda fez Jams com quatro finalistas antes da turnê super divulgada de audição para guitarrista, mas parece agora que Fred Durst deve estar seguindo a sugestão de seu amigo do Puddle of Mudd, Wes Scantlin, e cuidando dos deveres de guitarra e vocais por si só."
Depois de se desentender com Smith, Durst disse a um site de fãs: "Somos o tipo de pessoa que é fiel à nossa família e nossos instintos e, em algum momento, agirá de acordo com a intuição como um todo. Mike não era o cara. Nós nos divertimos tocando com ele mas sempre soubemos, dentro de nossas mentes, que ele não estava onde precisávamos que ele estivesse mentalmente." A banda descartou muitas das sessões de Mike Smith, gravando um álbum novo, que também foi descartado.
Antes das faixas de Results May Vary serem finalizadas, Page Hamilton do Helmet e Rivers Cuomo do Weezer gravaram músicas com o Limp Bizkit para o álbum; Al Jourgensen do Ministry também se juntou à banda no estúdio. As contribuições dos três foram omitidas do álbum finalizado. Bubba Sparxxx se juntou a Durst num estúdio de Los Angeles, mas suas contribuições também não chegaram ao álbum. Durst escreveu mais de 30 músicas com o baterista do Limp Bizkit, John Otto, e com o baixista da banda, Sam Rivers. Durante a produção de Results May Vary, Durst ouvia The Cure, Patsy Cline, Mazzy Star e música clássica.

#### Título
Durante a produção, o título do álbum mudou de "Bipolar" para "Panty Sniffer", e só então para "Results May Vary". Outros títulos de trabalho foram "Less Is More", "Fetus More", "Surrender" e "The Search for Teddy Swoes". O produto finalizado juntou músicas de um grande número de sessões. Em 20 de agosto de 2003, Fred Durst postou no site da banda: "O título do álbum é Results May Vary ("resultados podem variar"). Como um remédio com prescrição, a reação de cada um aos ingredientes será diferente."
| Críticas profissionais                                                      | Críticas profissionais |
| Avaliações da crítica                                                       | Avaliações da crítica  |
| Fonte                                                                       | Avaliação              |
| --------------------------------------------------------------------------- | ---------------------- |
| All Music Guide                                                             | (sem nota)             |
| Rolling Stone                                                               | (sem nota)             |
| Esta tabela precisa de ser acompanhada por texto em prosa. Consulte o guia. |                        |

## Música e letras
"O álbum é sobre entrar em contato um pouquinho consigo mesmo, sobre aceitar as coisas um pouco mais, talvez aceitar o fato de que você não pode controlar ou mudar nada e as coisas são como são. Às vezes é sobre o quanto menos é mais. É sobre a semente. Pensando nessa árvore gigantesca que você pensa ser tão linda, mas começou apenas com a semente. Então, 'menos é mais' é um pouco do que é o tema."

—Fred Durst

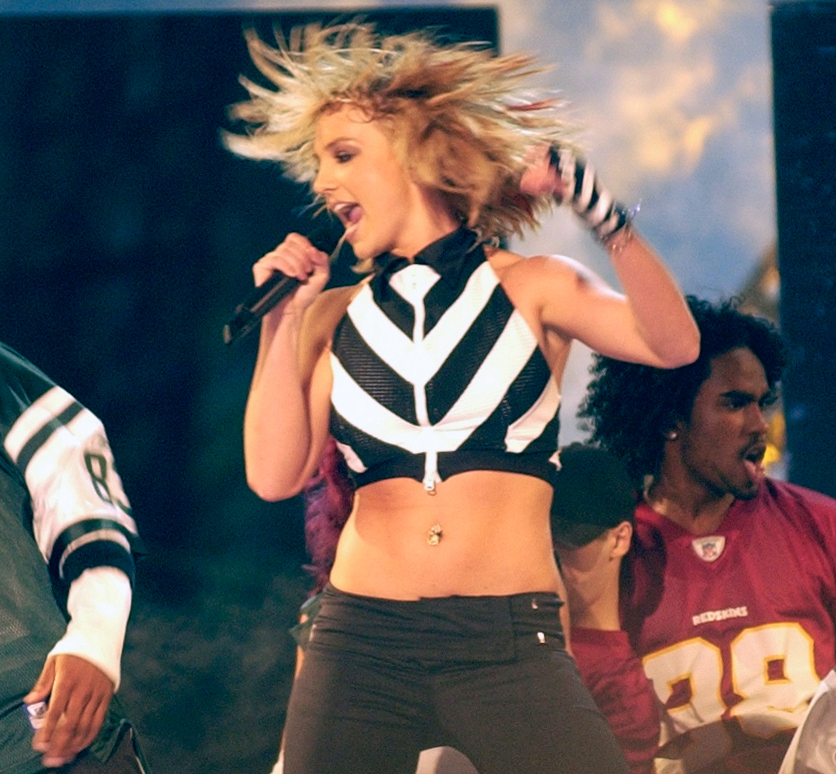
Britney Jean Spears.

Results May Vary foi gravado sob a liderança de Fred Durst, que influenciou numa direção divergente daquela estabelecida para o Limp Bizkit. Embora o álbum tenha elementos de Nu Metal, Rap Metal e Rap Rock, é notado pela experimentação com outros gêneros: música psicodélica, Rock Alternativo, Hard Rock, Jazz,, Música Acústica[18][19] e Funk. O álbum, mais melódico do que os anteriores, tem sido comparado a John Mayer, Bon Jovi, Primus, Linkin Park, Staind e Jane's Addiction (incluindo o álbum Nothing is Shocking da última). Com uma mudança no som da banda, Results May Vary tem menos Rap, mais canto e mais melodias (que incluem Power Ballads) do que os últimos álbuns do Limp Bizkit. O The Observer chama o álbum de "o mais seguro e trivial até então" da banda, e Joe D'Angelo da MTV descreveu o álbum como "de longe, o álbum mais pessoal". De acordo com D'Angelo, um terço do álbum mostra Durst "possuindo sentimentos reais além de ódio, angústia e presunção sob o boné onipresente." Durst descreveu o Results May Vary como "mais triste, mais profundo, barulhento", e como um álbum que demonstra seu "traço mais suave e sensível". Embora as músicas do álbum sejam emotivas e expressivas, não há berros no geral, com exceção de "Eat You Alive".
A controvérsia de Durst com Britney Spears deu inspiração lírica à Results May Vary. Houve rumores de que Durst e Spears estariam numa relação. Durst escreveu três músicas para o álbum de Britney de 2003, In the Zone, com ambos tendo trabalhado nessas músicas dentro do estúdio. Depois que Spears negou a relação, Durst se recusou a permitir que tais músicas aparecessem no álbum da cantora. Results May Vary possui um cover de "Behind Blue Eyes" do The Who, com um uso de Speak & Spell na ponte da música. "Gimme The Mic" inclui letras de "Pass the Mic" dos Beastie Boys e de "Microphone Fiend" de Eric B. & Rakim; "Let Me Down" usa samples de "Take the Money and Run" de Steve Miller. "Head for the Barricade" pega versos emprestados de "Stick 'Em", dos Fat Boys. "Phenomenon" usa o verso "once again back it's the incredible", de "Bring the Noise", do Public Enemy. O álbum demonstra o lado sombrio do Limp Bizkit, com letras mais sérias e menos confiantes do que as anteriores. Tópicos líricos incluem Bullying, o passado de Durst, autocomiseração, traição, sofrimento na infância, coração partido, sentimento de incompreensão, amor e as visões de Durst quanto à MTV e as rádios. Quanto a "Down Another Day", Joe D'Angelo da MTV acha difícil acreditar que letras assim, que pareciam as de John Mayer, poderiam vir de Durst, o qual, de acordo com D'Angelo, recentemente "se comparou a uma serra elétrica e ameaçou esfolar o seu traseiro." "Eat You Alive", segundo declarações, era sobre Britney Spears e o rumor de envolvimento dos dois; ou era sobre Angelina Jolie (de quem Durst era admirador). De acordo com o vocalista, "o berro em 'Eat You Alive' é como um rugido animal, sexual, louco, primitivo", e o desejo que vem com esse comportamento. Durst disse que "Just Drop Dead" não era, como especulado, sobre Britney Spears, mas foi inspirado por essa experiência com ela e outras mulheres também. Além disso, Fred também disse que a música é sobre "uma garota que age feito uma piranha". De acordo com Durst, "'Underneath the Gun' é sobre suicídio e a luta que você pode ter quando terminar com a sua vida se torna uma opção."

## Performance comercial

#### Promoção
Para promover o Results May Vary, Durst filmou clipes musicais para "Eat You Alive" e "Behind Blue Eyes", estrelando Thora Birch e Halle Berry, respectivamente. O vídeo para "Eat You Alive" apareceu na MTV antes mesmo do lançamento do álbum, que esteve no Total Request Live. A banda teve a intenção de gravar um clipe para "Build a Bridge" também, mas este acabou não se concretizando. O Limp Bizkit chegou a executar a música "Crack Addict" e "Rollin'" durante o evento WrestleMania XIX, com os guitarristas Mike Smith, recém-contratado pela banda, e Brian "Head" Welch do Korn, e a canção seria repetida nos comerciais para o evento. Embora "Crack Addict" tenha sido até planejada como primeiro single de Results May Vary, a música acabou omitida do álbum.

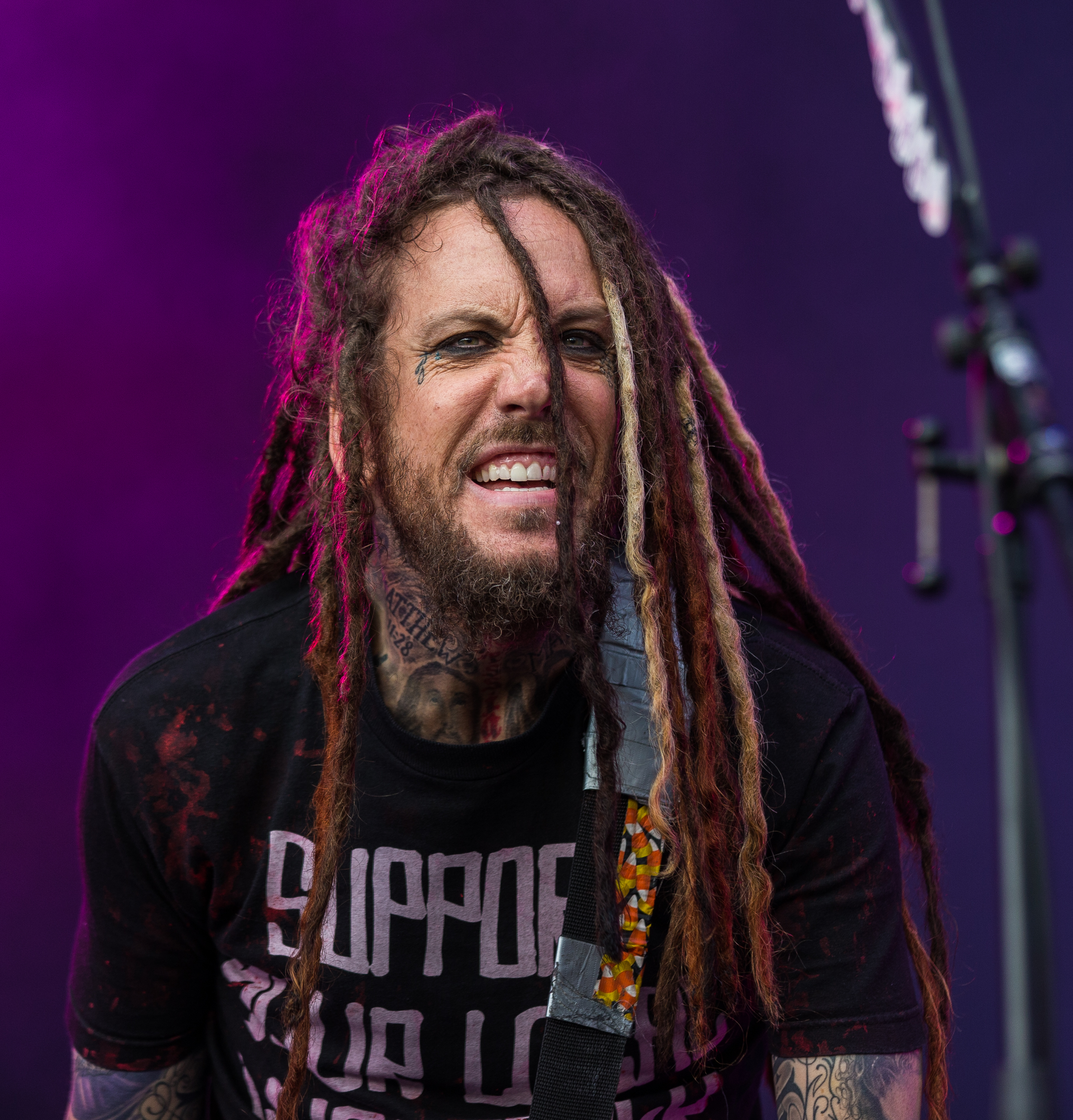
Brian Welch, o guitarrista "Head" do Korn (na figura), tocou guitarra com o Limp Bizkit na música "Build a Bridge", para o álbum Results May Vary, e também tocou com a banda num evento especial de Wrestling profissional.

Lançado em 23 de setembro de 2003, Results May Vary chegou à terceira posição na lista Billboard 200 com vendas de pelo menos 325 mil cópias na primeira semana de lançamento, finalizando a sequência de primeiras posições da banda nos álbuns anteriores. Em três semanas após o lançamento, o álbum vendeu no mínimo meio milhão de cópias; em treze semanas, Results May Vary chegou a um milhão de cópias. O álbum foi certificado como platina pela RIAA em 3 de junho de 2008 e ouro pela British Phonographic Industry (BPI) em 10 de outubro de 2003. Results May Vary obteve vendas de 1.337.356 cópias nos Estados Unidos. "Behind Blue Eyes", cover do álbum, chegou ao número 71 na lista Hot 100 da Billboard, ao número 25 na lista Mainstream Top 40, e foi certificado como ouro pela RIAA em 26 de janeiro de 2005. "Eat You Alive" obteve a décima sexta posição na tabela Mainstream Rock e a vigésima na Modern Rock Tracks. Já "Almost Over" chegou à posição 33 na Mainstream Rock, apesar de nunca ter sido um single. Results May Vary é um álbum que teve menos sucesso comercial que os álbuns anteriores da banda, como Significant Other e Chocolate Starfish and the Hot Dog Flavored Water.

#### Turnê
Após o lançamento de Results May Vary, a banda se juntou ao Korn numa turnê chamada Back 2 Basics Tour. A turnê, patrocinada pelo Xbox, foi agendada para novembro de 2003. No entanto, durante um show no Hammerstein Ballroom, em Nova Iorque, o vocalista Fred Durst foi acertado por um objeto atirado pela plateia. O vocalista executou as duas músicas restantes do setlist e, após o espetáculo, Durst teve sete pontos em ferimentos tratados por um médico particular. Durante o fim daquele mesmo ano, o Limp Bizkit cancelou as datas de turnê no sudeste asiático após o Departamento de Estado dos Estados Unidos emitir uma nota advertindo a banda sobre o aumento de ameaças à segurança no exterior. A banda planejou fazer shows em Bali, Bangkok e em Manila. No entanto, após um atentado terrorista em Istanbul, na Turquia, o Departamento de Estado informou recomendações de viagem, e a banda cancelou os shows no sudeste da Ásia. Embora eles não tenham feito shows naquela parte específica do continente, a banda acabou se apresentando na Coreia do Sul e no Japão. Em janeiro de 2004, havia rumores de que o Limp Bizkit viajaria para uma turnê com o Kiss, porém não pôde por motivos de conflitos de agenda.

## Recepção crítica
A recepção crítica a Results May Vary foi, no geral, negativa. O álbum recebeu "críticas geralmente desfavoráveis" no Metacritic, com um placar de 33 de 100. Trata-se da segunda nota mais baixa já dada a um álbum no Metacritic, acima apenas do álbum Playing With Fire, de Kevin Federline. De acordo com Stephen Thomas Erlewine da AllMusic, "a música não tem melodia, refrões ou energia, (e) toda a atenção está focada no cara pulando para cima e para baixo, gritando na frente, e muito antes do fim do álbum ter chegado você é deixado se perguntando: como diabos ele sequer conseguiu lançar essa bagunça?". Numa avaliação da compilação do Limp Bizkit, Greatest Hitz, Erlewine chamou "Behind Blue Eyes" de o pior na "sequência infinita de covers constrangedores." Caroline Sullivan do The Guardian escreveu, "os problemas de Durst estão sempre presentes — e alguém ainda se importa?". A Stylus criticou o Results May Vary, chamando-o de "um álbum que só pode ser descrito como pavoroso." Rob O'Connor da Yahoo! Launch também criticou Results May Vary: "Não, Fred, os resultados não variam. Os resultados são consistentes por todo o novo álbum — ele é consistentemente ruim." A Kitty Empire do The Guardian escreveu, "a banda decidiu expor seu lado afetuoso. Eles realmente não deveriam ter se incomodado(...) tendo visto o 'outro lado' do Limp Bizkit, você quer a versão velha, injustificada, cabeçuda de volta". Scott Mervis do Pittsburgh Post-Gazette também criticou o Results May Vary: "o álbum tem alguns destaques — 'Almost Over' (muito Everlast) e 'Phenomenon' (muito Primus) — mas muito pouco para justificar todo o tempo e energia gasta."
Embora o Results May Vary tenha recebido críticas principalmente negativas, de acordo com a Spin, o álbum "não é tão horrível assim". Alguns outros avaliadores não foram tão negativos sobre Results May Vary. Tom Day da MusicOMH escreveu, "no fim, este álbum não é lixo e nem cegamente ruim, e os resultados realmente variam." O The Sun-Sentinel deu a Results May Vary uma crítica positiva, chamando o trabalho de Lethal de "fenomenal" e elogiando "Behind Blue Eyes" e a progressão leve-para-pesada de "Build a Bridge". Steve Appleford do Chicago Tribune deu a Results May Vary uma avaliação mista, escrevendo: "a música alcança alguma sofisticação surpreendente com novas texturas, tanto acústicas quanto eletrônicas. Durst também não é tão desagradável assim o tempo todo; ao mesmo tempo, suas músicas por vezes demais carecem da faísca melódica intensa que uma vez transformou seus delírios em hits populares".

## Faixas
1. "Re-Entry" – 2:37
2. "Eat You Alive" – 3:57
3. "Gimme the Mic" – 3:05
4. "Underneath the Gun" – 5:42
5. "Down Another Day" – 4:06
6. "Almost Over" – 4:38
7. "Build A Bridge" – 3:56 (participação especial de Head, do Korn)
8. "Red Light - Green Light" (participação especial de Snoop Dogg) – 5:36 (Possui faixa escondida "Give It Up") (3:55)
9. "The Only One" – 4:08
10. "Let Me Down" – 4:16
11. "Lonely World" – 4:33
12. "Phenomenon" – 3:59
13. "Creamer (Radio is Dead)" – 4:30
14. "Head for the Barricade" – 3:34
15. "Behind Blue Eyes" – 6:05 (Possui faixa escondida "All That Easy") (4:28)
16. "Drown" – 3:51

- "Let It Go" – 5:10 (Na versão do Reino Unido)
- "Armpit" – 3:55 (Na versão Japonesa)

## Créditos

#### Limp Bizkit[13]
DJ Lethal – Turntablism, teclados, sampler, programação, criação de sons, produção, composição
Fred Durst – vocais, conceito, direção de arte, arte da capa, guitarras, fotografia, produção, composição, letras
John Otto – bateria, percussão, batidas, composição
Sam Rivers – baixo, composição, guitarra
Mike Smith – guitarra

#### Design artístico[13]
Cory Durst – Fotografia
Jim Marshall – Fotografia

#### Composição e participações especiais[13]
Michael "Elvis" Baskette – guitarra
Snoop Dogg – vocais em "Red Light–Green Light", composição, letras
Brian "Head" Welch – guitarras em "Build a Bridge"
Randy Pereira – guitarras em "Behind Blue Eyes"
Arthur Baker – composição
Roger Ball – composição
Eric Barrier – composição
Molly Duncan – composição
William Griffin – composição
Prince Markie Dee – composição
John Robie – composição
Pete Townshend – composição
Ellis Williams – composição

#### Funções de produção e assistência[13]
J.D. Andrew – assistente
Michael "Elvis" Baskette – engenheiro
Billy Bowers – engenheiro
Jason Carson – engenheiro
Sergio Chavez – assistente
Jason Dale – engenheiro
Terry Date – engenheiro, produtor
Cory Durst – fotografia
Neal Ferrazzani – assistente
Dave Holdredge – edição digital, engenheiro
Brian Humphrey – assistente
Jun Ishizeki – assistente
Aaron Lepley – assistente
Stephen Marcussen – masterização
John Morrical – assistente
Brendan O'Brien – mixagem
Zack Odom – assistente
Michael Patterson – mixagem
Steve Robillard – assistente
Rick Rubin – produtor
Andrew Scheps – engenheiro
Jordan Schur – produtor executivo
Jason Spears – assistente
Mark Valentine – assistente
Stewart Whitmore – edição digital
Ulrich Wild – engenheiro